# Saint-Albin-de-Vaulserre
Saint-Albin-de-Vaulserre là một xã của tỉnh Isère, thuộc vùng Rhône-Alpes, đông nam nước Pháp.